# جي بي (مغني كوري جنوبي)
جي بي مُغني كوري جنوبي وقائد فرقة Got7 مغني رئيسي وممثل ترسم مع الفرقة عام 2014 لشركة JYP الترفيهية.
عضو في فرقة ￼￼ Jus 2 الفرعية و جاي جاي بروجكت

## وصلات خارجية
- إم جاي بوم على موقع IMDb (الإنجليزية)
- إم جاي بوم على موقع ميوزك برينز (الإنجليزية)
- إم جاي بوم على موقع ديسكوغز (الإنجليزية)
- إم جاي بوم على موقع قاعدة بيانات الفيلم (الإنجليزية)